# Aldo Zeoli
Aldo Zeoli (Aldo Comodoro Zeoli) (Rosario, Santa Fe , 1916. június 3. – 2003. augusztus 19.) argentin mérnök, katonaként a légierőnél szolgált, szívügye volt az űrhajózás.

## Élete
Alapiskoláit Santa Fe-ben végezte. 1939–1944 között Córdobában az egyetemen repüléstechnikai mérnöki diplomát szerzett. Az Airman Intézetben tervezőként dolgozott. A dandártábornok polgármester javaslatára 1945. január 4-én belépett az Argentin Légierő állományába. Angliába küldték tanulmányútra, ahol a repülőgépiparral foglalkozott. Katonai beosztásai lehetővé tették az űrkutatással történő foglalkozást is.
Az Argentin Légierő 1947–1948 között a Műszaki Kutatási Intézet bevonásával kifejlesztett egy folyékony hajtóanyagú motort, hogy elősegítsék a katonai- és polgári rakétafejlesztést. Az AN–1 névre keresztelt motor tolóereje 320 kilogramm, égési ideje 40 másodperc, hajtóanyaga salétromsav és anilin volt. Próbapadon végzett tesztelése sikeres volt.
1960. január 28-án a kormány létrehozta a Nemzeti Űrkutatási Bizottságot (Comisión Nacional de Investigaciones Espaciales – CNIE), vezetőjének Teófilo Tabanera mérnököt kinevezve.
Felügyelete alatt több rakéta programot (Centauri program, Orion-program, Castor program) sikeresen teljesítettek. Az Antarktiszon végrehajtott rakétakísérlettel a Szovjetunió és Amerika mögött a harmadik ország lett, akik tudományos munkát végezhettek rakétákkal (ballonokkal). Irányításával dolgozták ki a különböző BIO kísérleteket, kutatási programokat. Oroszország, az USA és Franciaország után a negyedik nemzet lett, aki élőlényeket küldött a világűrbe.